# 切奇纳
切奇纳（義大利語：Cecina），是意大利利佛诺省的一个市镇。总面积42.48平方公里，人口28370人，人口密度667.8人/平方公里（2009年）。ISTAT代码为049007。